# ロレンツォ・ブッフォン
ロレンツォ・ブッフォン（Lorenzo Buffon, 1929年12月19日 - ）は、イタリア・マヤーノ出身の元同国代表サッカー選手。ポジションはGK。現同国代表ジャンルイジ・ブッフォンは、親戚（従兄弟の孫に当たる）。

## 選手経歴
- 1948-1949  ACポルトグルアーロ
- 1949-1959  ACミラン　（277試合0得点）
- 1959-1960  ジェノア　（20試合0得点）
- 1960-1963  インテル・ミラノ　（79試合0得点）
- 1963-1964  フィオレンティーナ　（1試合0得点）
- 1964-1965  イヴレア　（11試合0得点）
- 1966-1969  マルティーナ　（50試合0得点）

## 代表歴
- イタリア代表　1958-1962
- 代表通算：16試合出場 0得点
  - 代表デビュー：1958年11月9日 vs フランス（2-2）
  - 1962 FIFAワールドカップ出場